# Lista de jogadores da MLB que rebateram um home run em sua última vez ao bastão nas grandes ligas
Esta é a lista de 52 jogadores da Major League Baseball (MLB) que rebateram um home run em sua última vez ao bastão nas grandes ligas  (atualizado até 2 de novembro de 2016).
Paul Gillespie e John Miller são os únicos jogadores na história da MLB a rebater home runs em sua primeira e última vez ao bastão nas grandes ligas.

## Campo
| † | Eleitos para o Baseball Hall of Fame |

## Jogadores que rebateram home runs em sua última vez ao bastão
| Jogador           | HRs na carreira | Data                   | Time                          |
| ----------------- | --------------- | ---------------------- | ----------------------------- |
| Buck West         | 3               | 18 de Setembro de 1890 | Cleveland Spiders             |
| Frank O'Connor    | 1               | 7 de Agosto de 1893    | Philadelphia Phillies         |
| Hercules Burnett  | 2               | 29 de Setembro de 1895 | Louisville Colonels           |
| Ed Scott          | 2               | 3 de Agosto de 1901    | Cleveland Naps                |
| Chick Stahl       | 36              | 6 de Outubro de 1906   | Boston Americans              |
| Del Gainer        | 14              | 30 de Setembro de 1922 | St. Louis Cardinals           |
| Mahlon Higbee     | 1               | 1º de Outubro de 1922  | New York Giants               |
| Walt Kinney       | 2               | 9 de Maio de 1923      | Philadelphia Athletics        |
| Clay Van Alstyne  | 1               | 7 de Maio de 1928      | Washington Senators           |
| Johnny Schulte    | 14              | 20 de Setembro de 1932 | Boston Braves                 |
| Mickey Cochrane†  | 119             | 25 de Maio de 1937     | Detroit Tigers                |
| George Jumonville | 1               | 20 de Maio de 1941     | Philadelphia Phillies         |
| Paul Gillespie    | 6               | 29 de Setembro de 1945 | Chicago Cubs                  |
| Bert Haas         | 22              | 26 de Agosto de 1951   | Chicago White Sox             |
| Joe Frazier       | 10              | 30 de Setembro de 1956 | Baltimore Orioles             |
| Marv Blaylock     | 15              | 28 de Setembro de 1957 | Philadelphia Phillies         |
| Ron Samford       | 5               | 7 de Setembro de 1959  | Washington Senators           |
| Ted Williams†     | 521             | 28 de Setembro de 1960 | Boston Red Sox                |
| Don Gile          | 3               | 30 de Setembro de 1962 | Boston Red Sox                |
| Ed Hobaugh        | 1               | 2 de Setembro de 1963  | Washington Senators           |
| Tony Kubek        | 57              | 3 de Outubro de 1965   | New York Yankees              |
| John Miller       | 2               | 23 de Setembro de 1969 | Los Angeles Dodgers           |
| Ken McMullen      | 156             | 14 de Setembro de 1977 | Milwaukee Brewers             |
| Kevin Pasley      | 1               | 1º de Outubro de 1978  | Seattle Mariners              |
| Mike Cubbage      | 34              | 3 de Outubro de 1981   | New York Mets                 |
| Joe Rudi          | 179             | 3 de Outubro de 1982   | Oakland Athletics             |
| Eddie Miller      | 1               | 30 de Setembro de 1984 | San Diego Padres              |
| Tony Brewer       | 1               | 30 de Setembro de 1984 | Los Angeles Dodgers           |
| Willie Aikens     | 110             | 27 de Abrilde 1985     | Toronto Blue Jays             |
| Rufino Linares    | 11              | 6 de Outubro de 1985   | California Angels             |
| Tim Stoddard      | 1               | 18 de Junho de 1986    | San Diego Padres              |
| Chris Jelic       | 1               | 3 de Outubro de 1990   | New York Mets                 |
| Glenn Braggs      | 70              | 10 de Setembro de 1992 | Cincinnati Reds               |
| Bobby Rose        | 5               | 19 de Maio de 1992     | California Angels             |
| Chico Walker      | 17              | 3 de Outubro de 1993   | New York Mets                 |
| Jeff Tackett      | 7               | 2 de Agosto de 1994    | Baltimore Orioles             |
| Gregg Olson       | 1               | 20 de Abril de 1998    | Arizona Diamondbacks          |
| Matt Mieske       | 56              | 30 de Setembro de 2000 | Arizona Diamondbacks          |
| Dusty Allen       | 2               | 1º de Outubro de 2000  | Detroit Tigers                |
| Albert Belle      | 381             | 1º de Outubro de 2000  | Baltimore Orioles             |
| Juan Díaz         | 1               | 23 de Junho de 2002    | Boston Red Sox                |
| Ray Lankford      | 238             | 3 de Outubro de 2004   | St. Louis Cardinals           |
| Todd Zeile        | 253             | 3 de Outubro de 2004   | New York Mets                 |
| Curtis Thigpen    | 1               | 26 de Setembro de 2008 | Toronto Blue Jays             |
| Gustavo Chacin    | 1               | 31 de Maio de 2010     | Houston Astros                |
| Jim Edmonds       | 393             | 21 de Setembro de 2010 | Cincinnati Reds               |
| Adam Kennedy      | 80              | 7 de Setembro de 2012  | Los Angeles Angels of Anaheim |
| Ramón Hernández   | 169             | 12 de junho de 2013    | Los Angeles Dodgers           |
| Chad Tracy        | 86              | 28 de setembro de 2013 | Washington Nationals          |
| Francisco Peguero | 1               | 29 de setembro de 2013 | San Francisco Giants          |
| Dan Uggla         | 235             | 3 de outubro de 2015   | Washington Nationals          |
| David Ross        | 106             | 2 de novembro de 2016  | Chicago Cubs                  |